# Miha Andreaš
Miha Andreaš, slovenski ljudski pesnik, bukovnik in tkalec, * 28. september 1762, Bistrica v Rožu, † 27. maj 1821, Bistrica v Rožu.
Po raznih krajih slovenske domovine so v drugi polovici 18. stoletja razni avtorji zlagali preproste pesmi, ki so jih nato pevci širili od vasi do vasi; ljudstvo jih je pelo in postale so njihova last. Tudi preprosti ljudje so se začeli ukvarjati s pesnikovanjem. Taki ljudski pesniki so bili: Miha Andreaš, Andrej Šuster (1768-1825), Matevž Kračman (1773-1853), Andrej Kančnik (1775-1841) in še nekateri drugi.
Andreaš, znani ljudski pesnik doma na današnjem Koroškem, se je ob svojem obrtnem delu sam izobraževal, se naučil slovensko in nemško brati in pisati. Začel je pisati posvetne in nabožne pesmi, katerim je tudi sam skladal napeve. Pesmi so resnobno moralistične, po miselnosti konservativne, oblikovno spretne in izrazno razmeroma bogate. Njegova do sedaj najstarejša znana pesem je iz leta 1793. Potem, ko se je seznanil z M. Ahaclom, je le ta uvrstil osem njegovih pesmi v zbirko, ki je izšla leta 1833 pod naslovom Pesme po Koroškim ino Štajarskim znane. (COBISS)